# Ocoa ochromimoides
Ocoa ochromimoides är en skalbaggsart som beskrevs av Lane 1970. Ocoa ochromimoides ingår i släktet Ocoa och familjen långhorningar. Inga underarter finns listade i Catalogue of Life.